# Irene (1940)
Irene é um filme estadunidense de 1940, do gênero comédia romântico-musical, dirigido por Herbert Wilcox com roteiro de Alice Duer Miller baseado no musical homônimo de James Montgomery, Harry Tierney e Joseph McCarthy.
Estrelado por Anna Neagle e Ray Milland, o filme foi pensado inicialmente para a dupla Fred Astaire-Ginger Rogers, o filme ainda assim foi um sucesso, o terceiro maior sucesso da RKO Pictures no ano, com lucro de $364,000 (em valores da época).
Refilmagem de outra produção homônima de 1926, esta fantasia escapista, que diz muito das necessidades do público nesse período tenso da História, foi toda rodada em preto e branco, exceto seu ponto alto, a sequência com o número musical Alice Blue Gown, feita em Technicolor.
Harry Tierney e Joseph McCarthy compuseram as canções, entre elas Castle of Dreams, Out on a Limb, Alice Blue Gown e Irene. A trilha sonora, por sua vez, foi assinada por Anthony Collins e recebeu uma indicação ao Oscar.

## Sinopse
Irene O'Dare, moça de origem humilde vai tentar a sorte em Nova Iorque. Consegue emprego em casa de modas e logo torna-se modelo bem sucedida. Atrai a atenção de Don, proprietário da loja, e de Bob, filho do gerente, o senhor Smith. Atrai também a inveja das colegas e a ira de Eleanor, namorada de Bob. Mas tudo que ela veste vira sucesso, até o surrado vestido azul que fora de sua mãe. Chega inclusive a posar de sobrinha de Lady O'Dare em eventos junto à alta sociedade!

## Premiações
| Prêmio | Categoria            | Situação                    |
| ------ | -------------------- | --------------------------- |
| Oscar  | Melhor trilha sonora | Indicado[carece de fontes?] |

## Elenco
| Ator/Atriz       | Personagem                  |
| ---------------- | --------------------------- |
| Anna Neagle      | Irene O'Dare                |
| Ray Milland      | Don Marshall                |
| Roland Young     | Senhor Smith, o gerente     |
| Alan Marshal     | Bob Vincent                 |
| May Robson       | Avó                         |
| Billie Burke     | Senhora Herman Vincent      |
| Arthur Treacher  | Bretherton, o mordomo       |
| Marsha Hunt      | Eleanor Worth               |
| Isabel Jewell    | Jane McGee                  |
| Doris Nolan      | Lilian, uma modelo          |
| Stuart Robertson | Freddie                     |
| Ethel Griffies   | Princesa Minetti            |
| Tommy Kelly      | Michael O'Dare              |
| Juliette Compton | Senhora Emily Newlands Grey |
| Roxanne Barkley  | Helen                       |